# Bondoukou

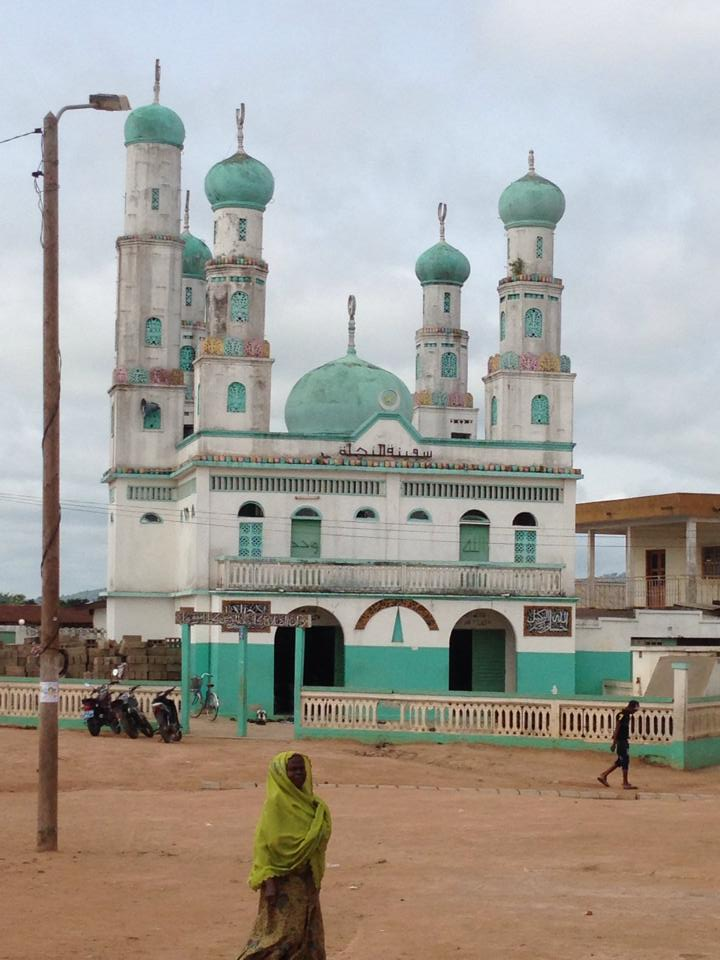
Moschee in Bondoukou

Bondoukou ist die Hauptstadt der ivorischen Region Zanzan, in der Nähe der Grenze zu Ghana. Bondoukou liegt im Osten des Départements de Bondoukou und ist auch dessen Hauptort. Die Stadt ist bekannt für ihre zahlreichen Moscheen, weswegen sie La ville aux mille mosquées (Stadt der tausend Moscheen) genannt wird.

## Geschichte
Ursprünglich war die Stadt das Handelszentrum der Dioula, bis es zu Beginn des 17. Jahrhunderts von abransprachigen Gruppen der Akan erobert wurde. Sie wurde bald ein Knotenpunkt des Königreichs Gyaman. Für kurze Zeit war die Stadt in der Hand von Samory Touré, bis sie 1897 in Französisch-Westafrika eingegliedert wurde.
Die Händler der Dioula brachten die Stadt nicht nur als Handelszentrum zwischen dem gold- und kolanussproduzierenden Osten und den Handelsmetropolen im Westen zu wirtschaftlicher Bedeutung, sondern bauten Bondoukou auch zu einem wichtigen islamischen Missionsstützpunkt aus. In beiden Bereichen besitzt Bondoukou auch heute noch große Bedeutung.

## Bevölkerung
Die Gemeinde Bondoukou hat laut Zensus von 2014 117.453 Einwohner. Auf dem Gebiet der Kommune leben heute hauptsächlich drei große ethno-kulturelle Gruppierungen. In großer Mehrheit ist die voltaische Sprachgruppe mit den Ethnien Kulango, Nafana, Gbin, Noumou, Djimini, Lobi und Dêgha vertreten. Weitere Gruppen sind die Akan mit dem Volk der Abron und die Mandé mit den Malinké.

## Infrastruktur
Neben mehreren Grundschulen, befinden sich zwei staatliche Sekundarschulen (Lycée moderne und Collège moderne) und fünf private weiterführende Schulen (Collège Moderne Nanan Adou Koffi, Collège Moderne Honoré de Balzac, Groupe Scolaire les Professionnels, Collège Moderne Amani N’Guessan Michel und Collège Moderne Ouattara Mahama) in Bondoukou.

## Klimatabelle
|                       | Jan  | Feb  | Mär  | Apr  | Mai  | Jun  | Jul  | Aug  | Sep  | Okt  | Nov  | Dez  |   |      |
| Mittl. Tagesmax. (°C) | 33,1 | 34,2 | 33,8 | 32,2 | 31,1 | 29,2 | 27,8 | 27,0 | 28,2 | 30,0 | 31,4 | 31,5 | ⌀ | 30,8 |
| Mittl. Tagesmin. (°C) | 19,3 | 21,4 | 22,1 | 22,0 | 21,8 | 21,0 | 20,9 | 20,4 | 20,5 | 20,6 | 20,5 | 19,6 | ⌀ | 20,8 |
|                       |      |      |      |      |      |      |      |      |      |      |      |      |   |      |
| Niederschlag (mm)     | 16   | 55   | 124  | 124  | 149  | 176  | 95   | 70   | 183  | 168  | 58   | 18   | Σ | 1236 |
|                       |      |      |      |      |      |      |      |      |      |      |      |      |   |      |
| Sonnenstunden (h/d)   | 7,5  | 7,4  | 6,8  | 6,7  | 6,5  | 5,0  | 3,4  | 3,0  | 4,1  | 5,9  | 6,7  | 6,6  | ⌀ | 5,8  |
|                       |      |      |      |      |      |      |      |      |      |      |      |      |   |      |
| Luftfeuchtigkeit (%)  | 53   | 54   | 65   | 73   | 77   | 80   | 82   | 83   | 83   | 81   | 75   | 67   | ⌀ | 72,8 |

| 19,3 |

| 21,4 |

| 22,1 |

| 22,0 |

| 21,8 |

| 21,0 |

| 20,9 |

| 20,4 |

| 20,5 |

| 20,6 |

| 20,5 |

| 19,6 |

| 19,3 |

| 21,4 |

| 22,1 |

| 22,0 |

| 21,8 |

| 21,0 |

| 20,9 |

| 20,4 |

| 20,5 |

| 20,6 |

| 20,5 |

| 19,6 |